# Барышево (Смоленская область)
Барышево — деревня в Гагаринском районе Смоленской области России. Входит в состав Акатовского сельского поселения. Население — 10 жителей (2007).
Расположена в северо-восточной части области в 3 км к востоку от Гагарина, в 4 км севернее автодороги М1 «Беларусь», на берегу реки Алешни. В 4 км восточнее деревни расположена железнодорожная станция Колесники на линии Москва — Минск.

## История
В годы Великой Отечественной войны деревня была оккупирована гитлеровскими войсками в октябре 1941 года, освобождена в марте 1943 года.